# Avren, Varna
Avren (în bulgară Аврен) este un sat în comuna Avren, regiunea Varna,  Bulgaria. 

## Demografie
Componența etnică a satului Avren
     Turci (7,72%)
     Bulgari (79,91%)
     Romi (2,1%)
     Nicio identificare (9,69%)
     Altele (0,56%)
La recensământul din 2011, populația satului Avren era de 712 locuitori. Din punct de vedere etnic, majoritatea locuitorilor (79,91%) erau bulgari, existând și minorități de turci (7,72%) și romi (2,1%). Pentru 9,69% din locuitori nu este cunoscută apartenența etnică.